# Abadia de Cruas
L'abadia de Cruas fou un establiment religiós fundat a Cruas al Vivarès per Eribert comte del Vivarès, pare d'Elpodori. Va sorgir en terrenys sense cultivar en mig d'un territori dessolat que feia part dels dominis del comte, situat no gaire lluny del Roine en una sèrie de turons que dominen a la riba dreta d'aquest riu entre Lió i Saint-Esprit, a uns 12 km al nord de la vila de Viviers (moderna Viviers-lès-Montagnes). La seva fundació fou confirmada per Lluís el Pietós quan ja era emperador (després del 814). Va estar sota advocació de la Verge i més tard de sant Josserand Confessor, que fou monjo a l'establiment però no se sap quan. Les seves relíquies que junt amb les sant Torquat, bisbe de Saint-Paul-Trois-Châteaux, que es conservaven a l'església de l'abadia, foren cremades al segle xvi pels calvinistes.